# Cariús
Cariús é um município brasileiro do estado do Ceará. Localizado na Região Centro-Sul do Estado,A população estimada no IBGE em 2022 era de 17 015 habitantes.

## Etimologia
O topônimo Cariús pode vir da linguagem Tupi ou Tapuia: cari (um tipo de peixe) e ú (água, rio), significando rio do Cari; caa (mato), ry (saída) e u (água). Segundo Tomás Pompeu Sobrinho o topônimio faz uma alusão ao rio Cariús, já segundo Paulino Nogueira, alusão é às cabeceiras do rio Cariús, localizadas em uma serra com uma densa vegetação. Sua denominação original era Poço do Paus e desde 1932, Cariús.

## História
As terras entre as serras dos Bastiões, das Palmeiras, do Quicuncá e de Santa Maria eram habitadas por diversas etnias indígenas tais como os: Jucás, Kariús, Quixarás, Quixelôs, e com a expansão das missões indígenas, da pecuária e busca do ouro no sul no Ceará, surge o povoado de Poço de Paus. A consolidação deste se deu a partir dos anos 1920, pelos projetos do então presidente do Brasil, Epitácio Pessoa: a construção da estação ferroviária de Poço dos Paus, parte do projeto da expansão da Estrada de Ferro de Baturité em direção ao Crato e a construção de armazéns e acampamento para trabalhadores da construção da barragem do projeto da construção da barragem do açude sobre  o rio Cariús pelo DNOCS. Neste contexto, o antigo Distrito de São Mateus, desenvolve-se até a emancipação como município.

## Economia
A base da economia local é a agricultura: arroz, milho e feijão; pecuária: bovino, suíno e avícola. Ainda existem 2 indústrias: uma de Produtos alimentares e outra de produtos minerais não metálicos. Em suas terras foram registradas ocorrência de Magnesita, Calcário(Calcita), sob forma Cristalina, Ametista (uma variedade do Quartzo).

## Cultura
Os principais eventos culturais são: Semana do município (Março), a festa da padroeira: Nossa Senhora Auxiliadora (8 de setembro), a ExpoCariús e a festa do Santuário Diocesano Mãe Rainha (3º domingo de Novembro).